# Aguriahana stellulata
Aguriahana stellulata är en insektsart som först beskrevs av Hermann Burmeister 1841.  Aguriahana stellulata ingår i släktet Aguriahana och familjen dvärgstritar. Arten är reproducerande i Sverige. Inga underarter finns listade i Catalogue of Life.

## Bildgalleri

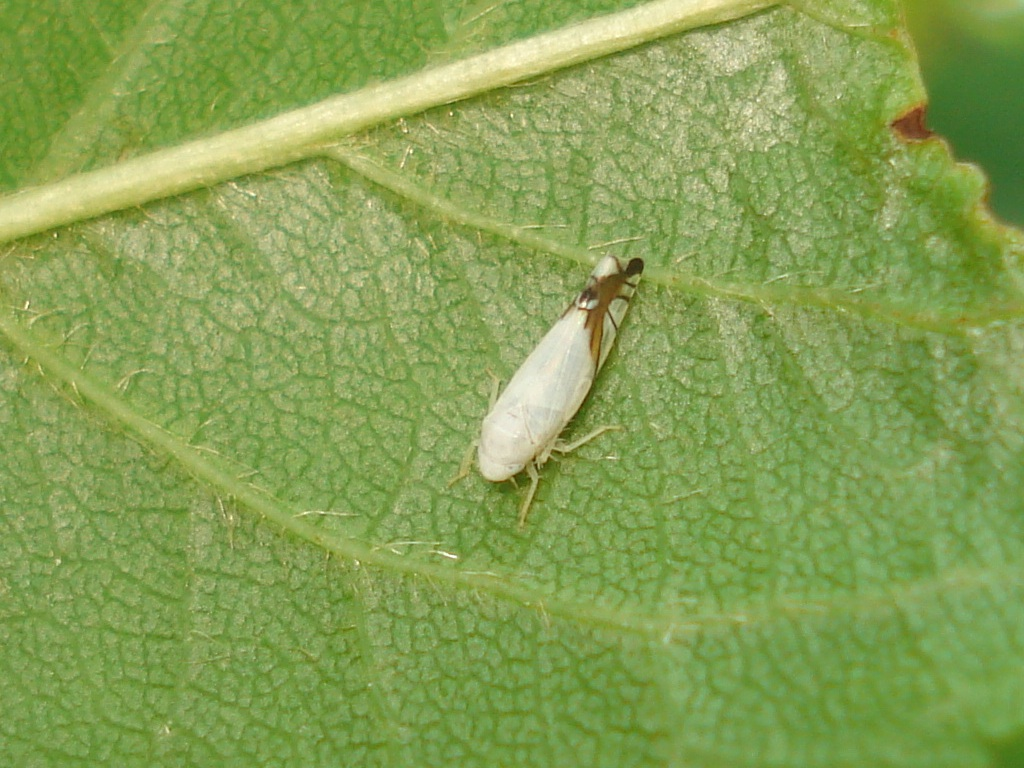